# João Leithardt Neto
João Leithardt Neto, noto come Kita (Passo Fundo, 6 gennaio 1958 – Passo Fundo, 3 ottobre 2015), è stato un calciatore brasiliano, di ruolo attaccante.
Affetto da problemi di salute dal 2011, quando ha subito l'amputazione di un piede a seguito di un'infezione, è scomparso nel 2015 all'età di 57 anni.

## Carriera

### Club
Debuttò con l'Internacional nel 1984, segnando 4 reti in 9 partite nel Taça de Ouro 1984. Passato al Flamengo, vinse un campionato brasiliano di calcio. Nel 1989 giocò con il Grêmio, vincendo la Copa do Brasil.

### Nazionale
Con la Nazionale di calcio del Brasile ha giocato durante Los Angeles 1984.

## Palmarès

### Club
- Campionato Gaúcho: 1

Internacional: 1984
- Campionato paulista: 1

Internacional Limeira: 1986
- Coppa del Brasile: 1

Grêmio: 1989

### Nazionale
- Argento olimpico: 1

Los Angeles 1984

### Individuale
- Capocannoniere del Campionato Gaúcho: 1

1983 (15 gol)
- Capocannoniere del Campionato Paulista: 2

1986 (23 gol)